# (5269) Paustovskij
(5269) Paustovskij (1978 SL6) – planetoida z pasa głównego asteroid okrążająca Słońce w ciągu 3,32 lat w średniej odległości 2,22 j.a. Odkryta 28 września 1978 roku.